# شریف فؤاد ابوالخیر
شریف فؤاد ابوالخیر (عربی مصری: شريف فؤاد ابو الخير؛ ۲۲ ژوئن ۱۹۴۷ – ۲۷ ژوئیه ۲۰۲۱) بازیکن بسکتبال اهل مصر بود. او در بازی‌های المپیک تابستانی ۱۹۷۲ در بخش مردان شرکت کرد.